# Cohiba

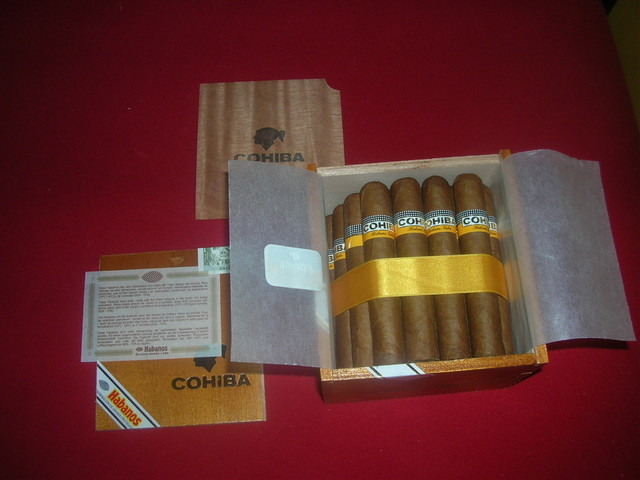
Cohiba

De Cohiba is een sigarenmerk uit Cuba. De naam Cohiba is afgeleid van het Taino woord voor tabak. De Cohiba werd oorspronkelijk alleen gefabriceerd voor Fidel Castro en hooggeplaatste partijfunctionarissen. Vroeger werden de sigaren als cadeau gegeven in de diplomatieke wereld. Sinds 1982 kunnen burgers en vooral toeristen ook Cohiba's kopen.
Bekende modellen Cohiba-sigaren zijn onder meer de Esplendidos, Robustos, Lanceros, Exquisitos en de Siglo-reeksen. Voor elke periode van honderd jaar, sinds de ontdekking van Amerika door Columbus, werd een Siglo-sigaar ontwikkeld. Recentelijk werd ook de Behike-reeks aan het Cohiba-gamma toegevoegd.
Naast de gewone Cohiba-sigaren worden af en toe ook speciale "Gran Reserva"-edities op de markt gebracht. Hiervoor worden alleen de allerbeste tabakken geselecteerd, die ook nog eens lange tijd gefermenteerd werden. Deze exclusieve sigaren worden in strikt gelimiteerde oplage uitgebracht en worden meestal in genummerde kisten verkocht. Als zeer begeerd collector's item worden deze vaak aangekocht als investering.
Buiten de typen "Mini" en "Club" zijn alle Cohiba-sigaren met de hand vervaardigd.
Er is ook Cohiba cognac in de handel. Deze wordt echter niet in Cuba vervaardigd, maar door de Franse cognacproducent Martell.